# III. Henrik bajor herceg
III. „Ifjú” Henrik (Bajorország, 940 vagy 943 – ?, 989. október 5.) bajor herceg 983–985 között, valamint karintiai herceg a 976–978, valamint a 985–989 közötti időszakokban.

## Élete
Berthold bajor herceg és Biletrud fia. Henrik apja halála után a német király, Nagy Ottó a bajor hercegi címet saját testvérének, Szász Henriknek adományozta. Az őt követő bajor herceg, II. Civakodó Henrik lázongásai azonban oda vezettek, hogy II. Ottó német király letette Civakodó Henriket és 36 év után visszaadta a bajor hercegi címet a Luitpolding család sarjának, III. Henriknek.
III. Henrik uralkodása alatt kapta vissza Bajorország Karintiát és egy kiegyezés eredményeképpen az itáliai őrgrófságokat is.
Henrik herceg földi maradványai Niederalteich városában nyugszanak.